# قسم شرطة دوبيوك
قسم شرطة دوبيوك Dubuque Police Department هو قسم الشرطة لمدينة دوبيوك في ولاية آيوا الأمريكية. ويتكون القسم حاليًا من 92 ضابطًا محلفًا و11 مدنيًا. ورئيس القسم هو جيريمي جنسن. 
يقع القسم في 770 شارع أيوا، ويوجد في نفس البناية التي يوجد بها مكتب عمدة مقاطعة دوبيوك. شارة القسم الرسمية تتضمن عنقاء بخلفية زرقاء مع فلور دي ليز ذهبية في المنتصف، مع علم ولاية أيوا وعلم الولايات المتحدة.